# Anoplophilus esakii
Anoplophilus esakii är en insektsart som beskrevs av Furukawa 1938. Anoplophilus esakii ingår i släktet Anoplophilus och familjen grottvårtbitare. Inga underarter finns listade i Catalogue of Life.